# Rob Herring (motorcrosser)
Rob Herring is een Brits voormalig motorcrosser en stuntman.

## Carrière
Herring begon zijn carrière in Zuid-Afrika nadat zijn vader emigreerde uit Groot-Brittannië. Op zeventienjarige leeftijd keerde hij terug naar zijn thuisland, en werd tien keer Brits Kampioen. Herring nam ook deel aan het Wereldkampioenschap motorcross, zowel in de 250- als 500cc-klasse, op Honda. Ook was Herring lid van de Britse ploeg die in 1994 de Motorcross der Naties won, de eerste keer voor Groot-Brittannië sinds 1967. Hierbij verbroken ze de zegetocht van de Verenigde Staten die sinds 1981 alle edities wisten te winnen.
Na zijn actieve carrière begon Herring als stuntman in de filmindustrie. Hij werkte mee aan films zoals Casino Royale, The Bourne Ultimatum en Quantum of Solace. Hij was ook zeven jaar lang bondscoach van de Britse motorcrossploeg tot 2007.

## Palmares
- 1994: Winnaar Motorcross der Naties